# كونراد بروكس
كونراد بروكس (بالإنجليزية: Conrad Brooks)‏ (ولد كونراد بييدزيتسكي؛ ولد 3 يناير 1931 - توفي 6 ديسمبر 2017) هو ممثل أمريكي راحل.

## المهنة
ولد بروكس في بالتيمور عام 1931، وانتقل إلى هوليوود في عام 1948 ليمتهن التمثيل. بدأ مسيرته السينمائية مع أفلام إد وود مثل الخطة 9 من الفضاء الخارجي، غلين أو غليندا، جيل بيت.
ترك بروكس مجال التمثيل خلال الستينات والسبعينات، ولكنه عاود الظهور في الثمانينيات بسبب الاهتمام المتزايد بأفلام إد وود، وأصبح ممثلاً غزير الإنتاج، حيث كتب وأنتج وأخرج العديد من الأفلام. 
ظهر بروكس في فيلم إد وود من إخراج تيم برتون، إلى جنب مع غريغوري والكوت وبول ماركو، الذان ظهرا أيضا في أفلام وود. كما لعب دوره في الفيلم برنت هينكلي. كان بروكس ضيفًا متكررًا في مؤتمر ميد أتلانتيك نوستالجيا، حيث وقع للجماهير.
ظهر بشكل شرفي بدور عازف البيانو في فيديو أغنية "Sound The Surrender" لفرقة الهيفي ميتال داركيست آور.  عندما أصدر برنامج مسرح العلوم الغامضة 3000 حلقة فيلم The Sinister Urge على قرص DVD، صور بروكس مقدمة خاصة.
أسس بروكس شركة كونراد بركس للإنتاج، التي أنتجت سلسلة Gypsy Vampire.
استمر بروكس في التمثيل في وهو في العقد الثامن من عمره، وظهر في النسخة الجديدة من فيلم الخطة 9 عام 2015. وظهر لآخر مرة في فيلم "Don't Let the Devil In" عام 2016.

## الموت
توفي بروكس من مضاعفات تعفن الدم في 6 ديسمبر 2017 في مرتينسبورغ في فيرجينيا الغربية، عن عمر يناهز السادسة والثمانين. 

## وصلات خارجية
- كونراد بروكس على موقع IMDb (الإنجليزية)
- كونراد بروكس على موقع أول موفي (الإنجليزية)
- كونراد بروكس على موقع قاعدة بيانات الفيلم (الإنجليزية)